# Base aérienne Chkalovskii
L'aéroport militaire Chkalovsky (en russe: Чкаловский (аэропорт)) (code IATA : CKL • code OACI : UUMU) est un aéroport situé à une trentaine de kilomètres au nord-est de Moscou.

## Situation
| Vnoukovo Domodiédovo Joukovski · Ramenskoïe Chérémétiévo Ostafiévo Chkalovskii |

## Histoire
- 27 mars 1968 : Youri Gagarine décolle de l'aéroport avec un MiG-15 avant de s'écraser une soixantaine de kilomètres plus loin.
- 30 novembre 2015 : atterrissage de l'avion russe transportant le corps d'Oleg Pechkov, pilote d'un Su-24 abattu par l'aviation turque.
- 25 décembre 2016 : décollage de l'avion Tu-154 qui s'abîme ensuite en mer Noire.

## À proximité
- Centre d'entraînement des cosmonautes Youri-Gagarine